# Rastorfer-Gletscher
Der Rastorfer-Gletscher ist ein Gletscher in den Admiralitätsbergen im ostantarktischen Viktorialand. Er fließt in südlicher Richtung zum oberen Abschnitt des Tucker-Gletschers, den er östlich der Homerun Range erreicht.
Der United States Geological Survey kartierte ihn anhand von Vermessungen und mithilfe von Luftaufnahmen der United States Navy aus den Jahren zwischen 1960 und 1963. Das Advisory Committee on Antarctic Names benannte ihn 1970 nach dem US-amerikanischen Biologen James Raymond Rastorfer (* 1936), der im Rahmen des United States Antarctic Research Program auf der McMurdo-Station (1967–1968) und  auf der Palmer-Station (1968–1969) tätig war.